# Риверслей
Риверслей — заповедник окаменелостей в северо-западной части австралийского штата Квинсленд. Занимает площадь около 100 квадратных километров, на которой находятся ископаемые остатки разнообразных млекопитающих, рептилий и птиц периодов олигоцена и миоцена.
Ископаемые Риверслея уникальны тем, что находятся в мягких пресноводных известняках, почти не подвергавшихся сжатию, благодаря чему ископаемые остатки животных часто сохраняют свою первозданную структуру. Первые ископаемые на территории Риверслея были обнаружены в 1901 году, с 1976 года стали проводиться систематические научные исследования. В 1994 году окаменелости Риверслея и Наракорта были включены в список Всемирного наследия ЮНЕСКО.